# デルフォ・ゾルジ
デルフォ・ゾルジ（Delfo Zorzi、日本名波元路伊、1947年7月3日 - ）は、イタリア、ヴェネト州アルツィニャーノ出身で日本に帰化した実業家。1969年にミラノで起きたフォンターナ広場爆破事件の容疑者とされたが、2005年無罪が確定している。

## 概説
1966年ネオファシズム団体"it:Ordine Nuovo (movimento)"に加入、1968年家族が皮革業を営んでいたヴェネト州メストレの支部の責任者となった。同年東洋言語研究のためナポリに移り、武士道をテーマに卒業論文を書いた。1974年、在日イタリア人の設立した奨学資金制度により来日、1980年代に日本人女性と結婚し、1989年12月18日、日本国籍を取得、東京で貿易業を営んでいる。
フォンターナ広場爆破事件の主犯格の容疑により、1980年代と2000年3月30日の2度にわたってイタリア政府から日本政府に対し身柄引き渡しを求められ、また1997年イタリアの捜査当局から国際刑事警察機構を通じて警察庁に国際手配が要請されていた。ミラノ地裁は2001年6月、車で爆弾をミラノに運んだとする証言を根拠に、被告人不在のまま終身刑判決を出した。2004年3月12日ミラノ高裁は証言は信ぴょう性に欠けるとして逆転無罪判決。イタリア最高裁は2005年5月3日、高裁判決を支持し、無罪が確定した。
1974年5月28日にロンバルディア州ブレシアで8人が死亡、102人が負傷したロッジャ広場爆破事件への関与が疑われていたが、2010年11月16日、証拠不十分を理由に当地の1審で他の被告人と共に無罪判決が出された。